# Salomó
Salomó es un municipio español de la comarca catalana del Tarragonés, en la provincia de Tarragona. Según datos de 2018 su población era de 564 habitantes. 
Limita con el Alto Campo por Tramuntana y Poniente, y con el Bajo Panadés por levante. Se encuentra en medio de triángulo que forman las ciudades de Tarragona, Valls y el Vendrell, a unos 20 kilómetros de cada uno. Tiene accesos cercanos a la AP-7 y AP-2, y dispone de estación de tren. El núcleo de la población está situado en una valle y está rodeado de la montaña "la Torre del Moro" y la Serra Alta. Según el historiador Emili Morera, da la sensación de encontrarse en plato hondo. El río Gayá es el límite por poniente del pueblo, todo excavando una profunda y sinuosa valle que conserva su estado más natuaral y salvaje. 
La población se formó durante la repoblación de la zona que tuvo lugar en la Edad Media. Aparece documentada por primera vez en el siglo XI aunque se le cita como un accidente geográfico ya que al parecer aún no existía ningún establecimiento vecinal en el área. La primera referencia a la villa es de 1254.
Durante la tercera guerra carlista tuvieron lugar en los alrededores de la localidad diversos combates entre liberales y carlistas.
La población de Salomó se vio fuertemente diezmada en 1885 debido a una epidemia de cólera. A eso se le sumó la crisis provocada por la filoxera que destruyó la práctica totalidad de las viñas y que sumió al pueblo en una fuerte crisis económica. 

## Geografía humana

### Demografía
Cuenta con una población de 525 habitantes (INE 2024).
| Gráfica de evolución demográfica de Salomó entre 1842 y 2021                                                          |
| |
| Población de derecho según los censos de población del INE. Población de hecho según los censos de población del INE. |

| Nacionalidad | Hombres | Mujeres | Total | %     | Proporción |
| ------------ | ------- | ------- | ----- | ----- | ---------- |
| Española     | 202     | 192     | 394   | 72.5% |            |
| Extranjera   | 79      | 70      | 149   | 27.4% |            |

### Economía
La principal actividad económica es la agricultura. Destacan el cultivo de la viña, el de olivos y el de palmeras. Dispone de cooperativa agrícola desde 1962, tiene los equipamientos más modernos del vino y el aceite.
La actividad industrial más reciente va marcada por la fábrica de textil, que no ha podido sobrevivir a la crisis. La actual actividad industrial y de servicios son fusterias, una fábrica de pinturas, un taller de confección de ropa de baño, una tienda de muebles, un matadero de conejos, así como restaurantes y tiendas de suministro como carnicerias, pescaderias, bares y panaderías.

## Cultura
La iglesia parroquial está dedicada a Santa María. Se trata de un edificio de estilo barroco construido sobre una antigua capilla románica. Del antiguo recinto se conserva una portalada. Destaca la capilla dedicada al Sant Crist. Fue construida entre 1708 y 1715 y tiene planta de cruz griega. En su interior se encontraba un retablo barroco presidido por la imagen de Cristo que fue destruido durante la Guerra Civil. Consiguieron salvarse parte de las pinturas realizadas por Jaume Ponts Monravà en el siglo XVIII.
En Salomó se celebra el baile del Sant Crist, fiesta tradicional considerada de interés nacional por la Generalidad de Cataluña. Tiene lugar durante el mes de mayo y durante la misma se representa una antigua leyenda medieval.
Durante el mes de agosto tienen lugar las fiestas en honor a San Roque.

### Fiestas
Las fiestas y tradiciones de la localidad están divididas en dos periodos del años.
El primer periodo de fiestas es en honor a la santa cruz y este se da durante el primer fin de semana de mayo. Durante estas fiestas la gente puede disfrutar de todas las actividades organizadas por las distintas entidades del pueblo, además de los conciertos del viernes y el sábado, aunque el plato fuerte llega la mañana del domingo con la primera representación del el Ball del Sant Crist de Salomó.
En el segundo periodo, las fiestas son en honor al patrón y a la patrona del pueblo, San Roque y Santa María. Al largo de estas fiestas hay actividades durante todo el mes de agosto, entre las cuales destacan algunas como el "15 de agosto", en la que todo el mundo se puede presentar para protagonizar algún show. También destacan la cena del "pa amb tomàquet", los distintos conciertos que se celebran y el bicitrack (una carrera de bicis).

## Monumentos y lugares de interés
El año 1972 se fundó el Casal Salomonenc, una organización encargada de gestionar la oferta lúdica, la pista polideportiva y la piscina. Durante la primavera de 2015, se rehabilitó el complejo, cambiando la antigua estética por una mucho más moderna. Por lo que se refiere a la piscina, se cambió el sistema de tuberías interno por uno mucho más eficiente y ecológico. Esta organización realiza cenas y bailes para todo quien lo desee, cosa que da mucha vida al pueblo.
En los últimos años, Salomó ha conseguido un importante reconocimiento gastronómico gracias a sus famosas calçotadas en los restaurantes del pueblo, según un habitante del pueblo, Salomó es el pueblo que ha hecho más calçotadas de toda Cataluña.
Una de las entidades que da más nombre al pueblo es el Motoclub Salomó. Son encargados de organizar una carrera puntuable para el campeonato de Cataluña de motocrós en el circuito de Les Fontanes y un enduro realizado por los alrededors del pueblo.